# Heinrich Wilhelm Ernst
Heinrich Wilhelm Ernst (Brno, 6 maggio 1814 – Nizza, 8 ottobre 1865) è stato un violinista e compositore ceco.

## Biografia
Ernst fu un bambino prodigio, incominciò lo studio del violino all'età di nove anni e in seguito fu allievo di Joseph Böhm (per violino) e di Ignaz von Seyfried (per composizione) al Conservatorio di Vienna; si sarebbe poi perfezionato con Joseph Mayseder.
Il suo esordio, con il quale ottenne grande successo, risale al 1830 in una tournée attraverso la Germania. Dal 1832 al 1838 si trasferì a Parigi, città nella quale alternò sia lo studio che frequenti concerti; tra il 1838 e il 1850 fece una grande quantità di tournée in tutta Europa, riscuotendo successo ovunque.
Purtroppo, a causa delle precarie condizioni di salute, la sua carriera pubblica terminò ben presto: infatti si ritirò da ogni occupazione e si stabilì a Londra nel 1855.

## Elenco parziale delle Composizioni

### Per violino e orchestra (o pianoforte)
- Élégie (sur la mort d'un Objet chéri) op.10
- Fantaisie brillante sur "Otello" de Rossini op.11
- Adagio sentimental et Rondino op.13,n.1
- Adagio sentimental et Rondino op.13,n.2
- Boléro op.16
- Polonaise op.17
- Le carnaval de Venise (Variations burlesques sur la canzonetta "Cara mia mamma") op.18
- Variations sur l'air national hollandais op.18 (sic)
- Introduction, Caprice et Finale sur "Il Pirata" de Bellini op 19
- Rondo Papageno op.21 (secondo alcuni op.20)
- Airs hongrois variés (Ungarische Weisen) op.22
- Concerto op.23

### Per violino solo
- Grand Caprice sur Le Roi des Aulnes de F. Schubert, op.26
- 6 Studi a più voci (tra cui Variazioni sopra il canto popolare irlandese The Last Rose of Summer)

### Per quartetto
- Quartetto op.26

## Curiosità
- Ernst è a volte indicato come il "Paganini ceco" a ragione della sua tecnica finissima al violino. I due in effetti si conobbero: si dice che fu Paganini stesso a predirgli un futuro da grande violinista e a sconsigliargli di cercare impiego in un'orchestra, il che avrebbe limitato le capacità di Ernst. Nel 1830, Ernst si esibì a Francoforte ed eseguì in concerto le variazioni paganiniane per violino solo Nel cor più non mi sento (che sarebbero diventate l'op. 38, MS 44): tra il pubblico vi era Paganini stesso che rimase sbigottito dalla precisione esecutiva del collega, soprattutto considerando che, come la maggior parte della sua musica, quelle variazioni erano all'epoca inedite, il che significava che Ernst le aveva imparate trascrivendole a orecchio e a memoria. Si dice anche che qualche giorno dopo Ernst fece visita a Paganini e lo trovò intento a comporre alla chitarra: il genovese si affrettò a gettare gli spartiti sotto il letto, sentendo di dover proteggere la propria musica "non solo dalle orecchie, ma anche dagli occhi [di Ernst]".